# ادواردو جیورگتی
ادواردو جیورگتی (به انگلیسی: Edoardo Giorgetti) (زادهٔ ۵ فوریهٔ ۱۹۸۹) شناگر اهل ایتالیا است.